# Winter's Tale

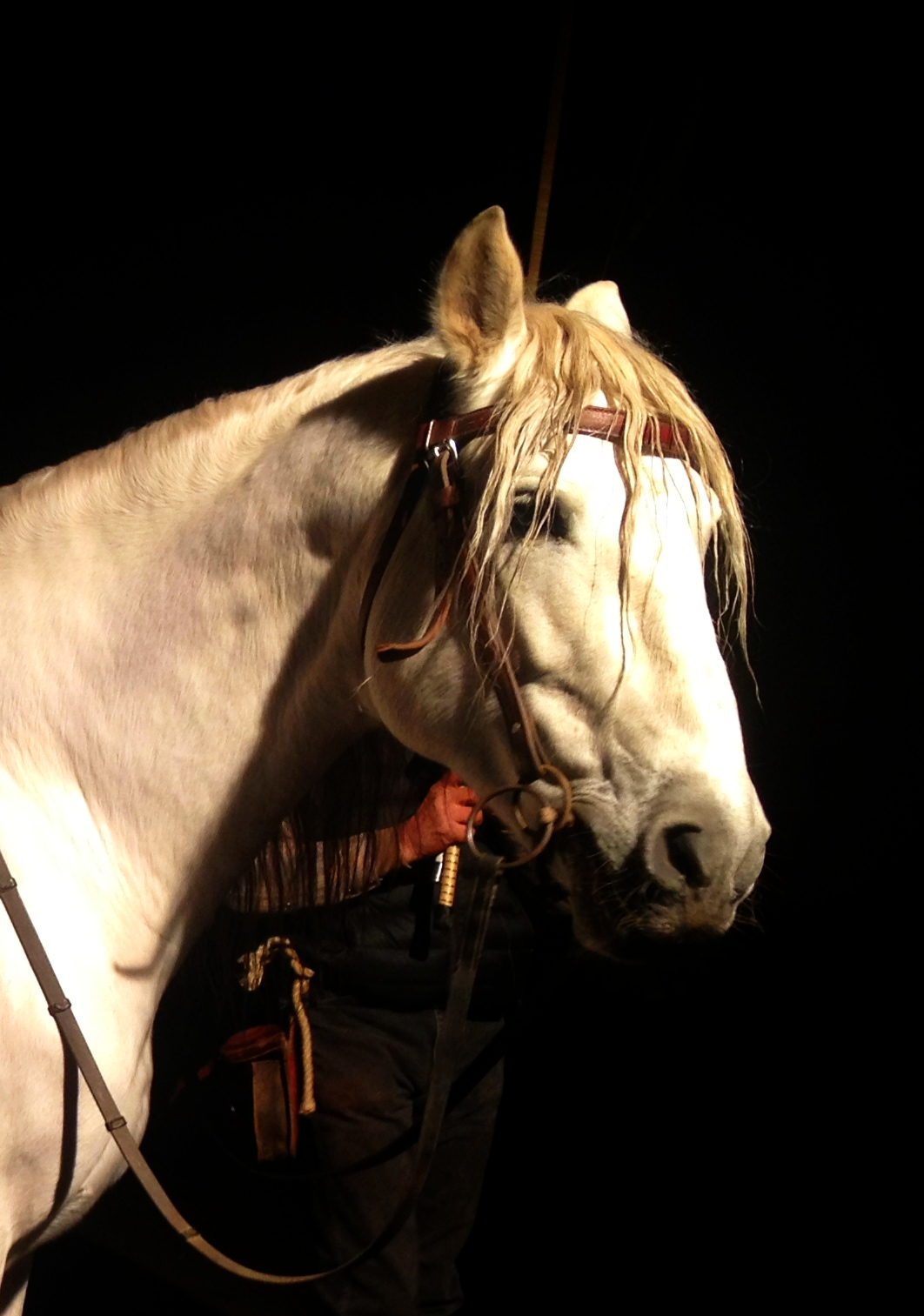
Hästen Listo under inspelning

Winter's Tale är en amerikansk film från 2014. Medverkande i filmen är Colin Farrell, Jessica Brown Findlay, Jennifer Connelly och Russell Crowe med flera. Filmen är Akiva Goldsmans regidebut och han har även skrivit manuset som är baserat på en roman av Mark Helprin.

## Rollista (i urval)
- Colin Farrell - Peter Lake
- Russell Crowe - Pearly Soames
- Jessica Brown Findlay - Beverly Penn
- Mackayla Twiggs - Willa som barn
- Jennifer Connelly - Virginia Gamely
- William Hurt - Isaac Penn
- Eva Marie Saint - Willa som vuxen
- Will Smith - Judge
- Ripley Sobo - Abby
- Finn Wittrock